# Dan izumitelja
 Dan izumitelja  je međunarodni praznik izumitelja, koji se obilježava u Europi 9. studenog na dan rođenja američke filmske glumice i izumiteljice Hedy Lamarr.
Organizatori ovog praznika prate sljedeće ciljeve:
- stvaranje i jačanje vjere i nade u vlastite izumiteljske ideje i promjene,
- podsjećanje na već davno zaboravljene izumitelje,
- podsjećanje na velike izumitelje koji su poboljšali svakodnevni ljudski život,
- poboljšavanje uvjeta i mogućnosti izumitelja i vizionara, i
- poziv na zajednički izumiteljski rad za zajedničku ljudsku budućnost.

Dan izumitelja pokrenut je na prijedlog Gerharda Muthenthalera, njemaćkoga ekonomista.
U Argentini se od 29. rujna 1986., rođendana izumitelja  kemijske olovke, Lászla Józsefa Bíróa slavi praznik izumitelja.

## Vanjske poveznice
- Mrežne stranice inicijative Dan izumitelja (njem.)